# Yoshikazu Shirakawa
Yoshikazu Shirakawa (白川 義員?, Shirakawa Yoshikazu; Kawanoe, 28 gennaio 1935 – 5 aprile 2022) è stato un fotografo giapponese.

## Biografia
Dopo essersi laureato presso la Facoltà di Arte dell'Università di Nihon, ha cominciato a lavorare come fotografo professionista occupandosi prevalentemente di fotografia paesaggistica. È stato professore alla Kanto Photo Technique Academy e alla Japan Photography Academy. Tra le foto più famose, I fulmini a Gerusalemme, Il Cervino, Il plenilunio sull'Hymalaia, La zona deserta della Deth Valley.